# مجموعة علم الفلك وعلوم الفضاء
مجموعة علم الفلك وعلوم الفضاء (بالإسبانية:Grupo de Astronomía y Ciencias del Espacio) هي مجموعة دراسات وأبحاث حول الفيزياء الفلكية، وجزء من مختبر معالجة الصور في جامعة فالنسيا في مدينة بطرنة في فالنسيا.
أُنشئت المجموعة في عام 1990 كفرع لقسم الفلك والفيزياء الفلكية في جامعة فالنسيا. تتمثل موضوعات البحث الرئيسية في تطوير الأجهزة عالية الطاقة الخاصة بالفيزياء الفلكية للعربات الفضائية، ودراسة مصادر البواعث الفلكية إكس وغاما، ودراسة المغناطيسية الشمسية والإشعاع الشمسي والعلاقات الشمسية الأرضية سواء من المنصات الأرضية أو الفضائية.
المواضيع البحثية التي يعمل عليها أعضاء المجموعة هي:
- دراسة مصادر البواعث إكس وغاما، والنجوم الثنائية.
- الهيكل النجمي والتطور، والأنشطة المغناطيسية.
- الفيزياء الشمسية والإشعاع الشمسي، والمغناطيسية الضوئية والعلاقات الشمسية الأرضية.[1]